# Río Eure
El río Eure (en tiempo antiguo Autura) es un río de Francia, afluente por la izquierda del río Sena. Su curso, de 228 kilómetros de longitud, nace en el Etang de Rumien (en el departamento de Orne), a 250 metros sobre el nivel del mar, y desagua en el río Sena en Martot (departamento del Eure), aunque discurren prácticamente juntos desde Pont-de-l'Arche. Su cuenca comprende una superficie de 5.935 km².
Riega los departamentos franceses de Orne, Eure y Loir y Eure. Las principales ciudades de su curso son Chartres, famosa por su catedral gótica, Dreux y Louviers. Las aguas del río Eure se emplean para el abastecimiento de agua potable de París.

## Afluentes
Los principales afluentes del río Eure son los siguientes:
- por la margen derecha:
  - río Aunay;
  - río Drouette, con una longitud de 40 km, un caudal de 0,90 m³/s y una cuenca de 240 km²;
  - río Vesgre, con una longitud de 46 km;
- por la margen izquierda:
  - río Donette;
  - Blaise, con una longitud de 45 km y una cuenca de 413 km²;
  - río Avre, con una longitud de 80 km, un caudal de 3,60 m³/s y una cuenca de 917 km²;
  - río Iton, con una longitud de 132 km y una cuenca de 1300 km²;